# Otto-Joachim Grüsser
Otto-Joachim Grüsser (* 29. Mai 1932 in Eßlingen am Neckar; † 17. Oktober 1995) war ein deutscher Physiologe.
Er begann 1951 in Tübingen Medizin zu studieren, dann in Freiburg und Bonn, 1956 hat er dort das medizinische Staatsexamen abgelegt. Nach der Promotion zum Dr. med. und Forschungsarbeiten in Freiburg und Göttingen sowie den USA habilitierte er sich 1963 in Göttingen und ging nach Berlin.
Seit 1971 war er Professor für Neurophysiologie an der Freien Universität Berlin. Er veröffentlichte zahlreiche Arbeiten auf Gebieten der Physiologie, Neurophysiologie, Neuropsychologie, Kultur- und Geistesgeschichte.

## Familie

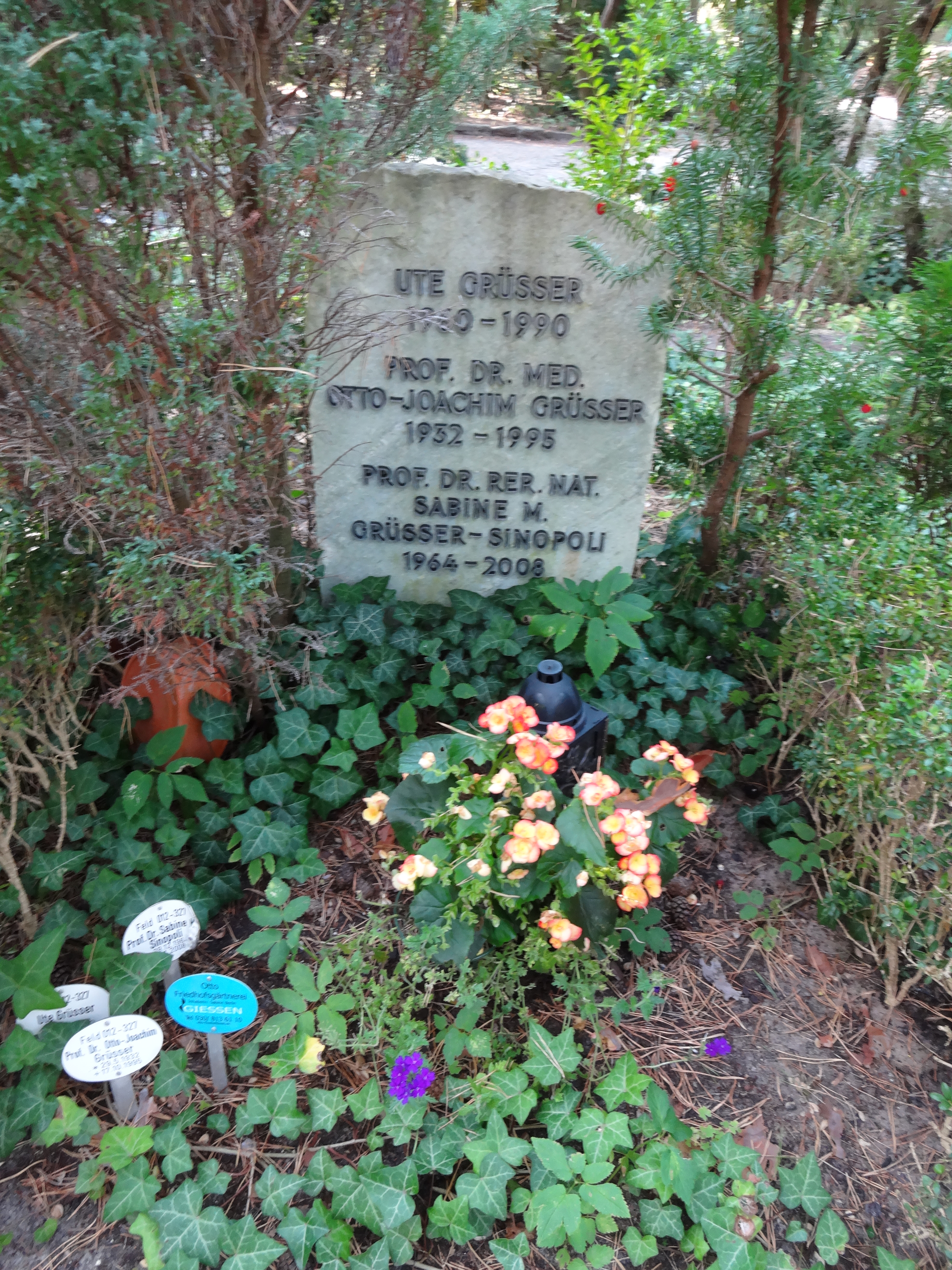
Grabstätte

Er war seit 1959 mit der Ärztin und Professorin Ursula Cornehls verheiratet und hatte vier Töchter; darunter die Medizinerin und Hochschullehrerin Sabine Grüsser-Sinopoli (1964–2008). Er ist mit seiner Tochter auf dem Waldfriedhof Dahlem bestattet.

## Schriften (Auswahl)
- Jung, R., Creutzfeldt, O., & Grüsser, O. J. (1957): Die Mikrophysiologie kortikaler Neurone und ihre Bedeutung für die Sinnes-und Hirnfunktionen. DMW-Deutsche Medizinische Wochenschrift, 82(26), 1050–1059.
- Anatomische und physiologische Grundlagen des Binocularsehens. Dissertation, Freie Universität Berlin, 1964.
- Ulf Th. Eysel, Otto-Joachim Grüsser: Increased transneuronal excitation of the cat lateral geniculate nucleus after acute deafferentation, Brain Research, Volume 158, Issue 1, 1978, Pages 107–128, https://doi.org/10.1016/0006-8993(78)90009-4.
- Justinus Kerner (1786–1862). Arzt, Poet, Geisterseher; nebst Anm. zum Uhland-Kerner-Kreis u. zur Medizin- u. Geistesgeschichte im Zeitalter d. Romantik. Springer, Berlin u. a. 1987, ISBN 3-540-17080-4.
- Otto-Joachim Grüsser und Theodor Landis: Visual agnosias and other disturbances of visual perception and cognition. Macmillan, Basingstoke u. a. 1991, ISBN 0-333-48888-1.